# Fräkentjärnen (Åsele socken, Lappland, 712451-160216)
Fräkentjärnen är en sjö i Åsele kommun i Lappland och ingår i Gideälvens huvudavrinningsområde. Sjön har en area på 0,0405 kvadratkilometer och ligger 330,4 meter över havet. Sjön avvattnas av vattendraget Stensjöbäcken.

## Delavrinningsområde
Fräkentjärnen ingår i det delavrinningsområde (712461-160211) som SMHI kallar för Utloppet av Fräkentjärnen. Medelhöjden är 362 meter över havet och ytan är 0,26 kvadratkilometer. Räknas de 3 avrinningsområdena uppströms in blir den ackumulerade arean 11,88 kvadratkilometer. Stensjöbäcken som avvattnar avrinningsområdet har biflödesordning 3, vilket innebär att vattnet flödar genom totalt 3 vattendrag innan det når havet efter 160 kilometer. Avrinningsområdet består mestadels av skog (80 procent). Avrinningsområdet har 0,04 kvadratkilometer vattenytor vilket ger det en sjöprocent på 14,9 procent.